# Ken Caillat
Kenneth Douglas "Ken" Caillat (?, 12 de agosto de 1946) é um produtor musical norte-americano, mais conhecido pela produção de grande parte da obra da banda de rock anglo-americana Fleetwood Mac.
Caillat foi o presidente da 5.1 Entertainment Group Digital Production Services, que produziu álbuns de Billy Idol, Frank Sinatra, Pat Benatar, Wilson Phillips, The Beach Boys, Herbie Hancock e Alice Cooper, além do álbum solo de Christine McVie, In the Meantime, a tecladista do Mac. Pela produção do álbum Rumours, de 1977, o mais popular trabalho do Fleetwood Mac, ele ganhou o Grammy Award de Álbum do Ano em 1978.
Além de produtor, Caillat também trabalha como diretor, engenheiro de estúdio, autor e músico. Ele é pai da cantora pop Colbie Caillat e produziu os álbuns Coco, Breakthrough, All of You e Christmas in the Sand da filha.